# Pietro Giuseppe Alberici
Pietro Giuseppe Alberici   (Orvieto, segle XVII - valor desconegut) o Pier Giuseppe Alberici, fou un poeta o músic italià.
De les seves obres se'n conserva un diàleg a quatre veus titulat L'Esilio di Adamo ed Eva dal Paradiso (Orvieto, 1703), del que va escriure la lletra i la música.